# Helena Swanwick
Helena Swanwick (* 1864 in München; † 16. November 1939) war eine britische Feministin und Pazifistin.

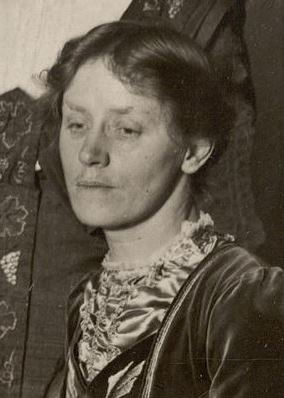
Oktober 1909

## Leben
Ihr Vater Oswald Sickert war ein dänischer Maler, ihre Mutter Eleanor englisch-irischer Abstammung. Ihr Bruder war der bekannte Maler Walter Sickert. Als Schülerin las sie die Bücher John Stuart Mills, die sich mit der Unterdrückung der Frauen befassten. Diese beeinflussten ihren Weg zur Feministin. 1888 heiratete sie Frederick Swanwick und arbeitete als Journalistin. Sie war aktiv in der britischen Frauenwahlrechtsbewegung – und organisiert in der National Union of Women’s Suffrage Societies (NUWSS) – und war von 1909 bis 1912 Herausgeberin eines wöchentlichen Journals, The Common Cause, auch war sie Mitglied der Labour Party.
Beim Ausbruch des Ersten Weltkrieges, gehörte sie zu dem Teil der Bewegung, die wegen seiner pazifistischen Ansichten mit der NUWSS brach. Nach dem Krieg behielt sie ihre internationalistischen Ansichten bei, verurteilte den Versailler Vertrag und war 1929 Delegierte beim Völkerbund.
1939 beging sie Suizid.